# Patricia olygyrtis
Patricia olygyrtis is een vlinder uit de onderfamilie Danainae van de familie Nymphalidae. De wetenschappelijke naam van de soort is voor het eerst geldig gepubliceerd in 1877 door William Chapman Hewitson.